# Liga Europea de Fútbol Americano 2012
La Liga Europea de Fútbol Americano 2012 fue la edición número 26 de la Liga Europea de Fútbol Americano, que es la máxima competición de fútbol americano de Europa. La organizó la Federación Europea de Fútbol Americano (European Federation of American Football -EFAF- en inglés).
El partido final, denominado Eurobowl, se disputó en Vaduz (Liechtenstein) el 21 de julio de 2012 y fue ganado por Calanda Broncos ante Vienna Vikings por 27-14.

## Equipos
La EFAF determina los equipos que participan en función del nivel competitivo de las 17 ligas europeas que pueden aportar equipos. Los equipos más potentes que se clasifican para competiciones europeas compiten en la Liga Europea de Fútbol Americano, mientras que los de menor nivel lo hacen en la Copa de la EFAF.
Equipos 2012:
- Tirol Raiders
- Graz Giants
- Vienna Vikings
- Danube Dragons
- L'Hospitalet Pioners
- Badalona Dracs
- Schwäbisch Hall Unicorns
- Berlin Adler
- La Courneuve Flash
- Helsinki Wolverines
- Prague Panthers
- London Blitz
- Parma Panthers
- Calanda Broncos

## Formato
En la primera fase, se formaron 4 grupos con 2 equipos en 2 de ellos y 3 equipos en los otros 2. 
Los campeones de cada uno de estos 4 grupos avanzaron a los play-offs, que se disputaron a partidos por eliminación, comenzando en cuartos de final. 
En los play-offs ya esperaban, clasificados directamente sin tener que jugar la fase de grupos, otros 4 equipos designados por la EFAF (los cuatro equipos que llegaron a las semifinales del año anterior).

## Primera fase

### Grupo 1
| Fecha       | Hora  | Local          | Marcador | Visitante       | Estadio                |
| ----------- | ----- | -------------- | -------- | --------------- | ---------------------- |
| 29 de abril | 15:00 | Danube Dragons | 34-41    | Prague Panthers | Stadion Stadlau, Viena |

|    | Equipo          | PJ | Puntos | TD    | Dif. |
| -- | --------------- | -- | ------ | ----- | ---- |
| 1. | Prague Panthers | 1  | 2      | 41:34 | +7   |
| 2. | Danube Dragons  | 1  | 0      | 34:41 | -7   |

### Grupo 2
| Fecha       | Hora  | Local               | Marcador | Visitante           | Estadio                    |
| ----------- | ----- | ------------------- | -------- | ------------------- | -------------------------- |
| 21 de abril | 18:00 | Calanda Broncos     | 49-6     | Helsinki Wolverines | Ringstrasse Stadion, Coira |
| 5 de mayo   | 18:00 | Helsinki Wolverines | 36-52    | Calanda Broncos     | ISS Stadium, Vantaa        |

|    | Equipo              | PJ | Puntos | TD     | Dif. |
| -- | ------------------- | -- | ------ | ------ | ---- |
| 1. | Calanda Broncos     | 2  | 4      | 101:42 | +59  |
| 2. | Helsinki Wolverines | 2  | 0      | 42:101 | -59  |

### Grupo 3
| Fecha       | Hora  | Local                    | Marcador | Visitante                | Estadio                           |
| ----------- | ----- | ------------------------ | -------- | ------------------------ | --------------------------------- |
| 24 de marzo | 15:00 | Parma Panthers           | 30-6     | Badalona Dracs           | Stadio XXV Aprile, Parma          |
| 21 de abril | 17:00 | Badalona Dracs           | 6-44     | Schwäbisch Hall Unicorns | Pomar Stadium, Badalona           |
| 5 de mayo   | 16:00 | Schwäbisch Hall Unicorns | 44-14    | Parma Panthers           | Hagenbachstadion, Schwäbisch Hall |

|    | Equipo                   | PJ | Puntos | TD    | Dif. |
| -- | ------------------------ | -- | ------ | ----- | ---- |
| 1. | Schwäbisch Hall Unicorns | 2  | 4      | 88:20 | +68  |
| 2. | Parma Panthers           | 2  | 2      | 44:50 | -6   |
| 3. | Badalona Dracs           | 2  | 0      | 12:74 | -62  |

### Grupo 4
| Fecha       | Hora  | Local                | Marcador | Visitante            | Estadio                                                        |
| ----------- | ----- | -------------------- | -------- | -------------------- | -------------------------------------------------------------- |
| 7 de abril  | 19:00 | La Courneuve Flash   | 6-7      | London Blitz         | Stade Géo André, La Courneuve                                  |
| 21 de abril | 15:00 | London Blitz         | 21-14    | L'Hospitalet Pioners | Finsbury Park Stadium, Londres                                 |
| 5 de mayo   | 17:00 | L'Hospitalet Pioners | 14-27    | La Courneuve Flash   | Complex Esportiu de l'Hospitalet Nord, Hospitalet de Llobregat |

|    | Equipo               | PJ | Puntos | TD    | Dif. |
| -- | -------------------- | -- | ------ | ----- | ---- |
| 1. | London Blitz         | 2  | 4      | 28:20 | +8   |
| 2. | La Courneuve Flash   | 2  | 2      | 33:21 | +12  |
| 3. | L'Hospitalet Pioners | 2  | 0      | 28:48 | -20  |

## Play-off
|  | Cuartos de final           | Cuartos de final         | Cuartos de final    |                 |                    | Semifinales    | Semifinales | Semifinales |  |                  | Eurobowl XXVI   | Eurobowl XXVI | Eurobowl XXVI |  |
|  |                            |                          |                     |                 |                    |                |             |             |  |                  |                 |               |               |  |
|  |                            |                          |                     |                 |                    |                |             |             |  |                  |                 |               |               |  |
|  | Bandera de Austria         | Tirol Raiders            | 56                  |                 |                    |                |             |             |  |                  |                 |               |               |  |
|  | Bandera de Austria         | Tirol Raiders            | 56                  |                 |                    |                |             |             |  |                  |                 |               |               |  |
|  | Bandera de República Checa | Prague Panthers          | 14                  |                 |                    |                |             |             |  |                  |                 |               |               |  |
|  | Bandera de República Checa | Prague Panthers          | 14                  |                 | Bandera de Austria | Tirol Raiders  | 3           |             |  |                  |                 |               |               |  |
|  |                            |                          |                     |                 | Bandera de Austria | Tirol Raiders  | 3           |             |  |                  |                 |               |               |  |
|  |                            |                          | Bandera de Suiza    | Calanda Broncos | 35                 |                |             |             |  |                  |                 |               |               |  |
|  | Bandera de Austria         | Graz Giants              | Bandera de Suiza    | Calanda Broncos | 35                 | 14             |             |             |  |                  |                 |               |               |  |
|  | Bandera de Austria         | Graz Giants              |                     |                 |                    |                |             |             |  |                  |                 |               |               |  |
|  | Bandera de Suiza           | Calanda Broncos          | 19                  |                 |                    |                |             |             |  |                  |                 |               |               |  |
|  | Bandera de Suiza           | Calanda Broncos          | 19                  |                 |                    |                |             |             |  | Bandera de Suiza | Calanda Broncos | 27            |               |  |
|  |                            |                          |                     |                 |                    |                |             |             |  | Bandera de Suiza | Calanda Broncos | 27            |               |  |
|  |                            |                          | Bandera de Austria  | Vienna Vikings  | 14                 |                |             |             |  |                  |                 |               |               |  |
|  | Bandera de Austria         | Vienna Vikings           | Bandera de Austria  | Vienna Vikings  | 14                 | 25             |             |             |  |                  |                 |               |               |  |
|  | Bandera de Austria         | Vienna Vikings           |                     |                 |                    |                |             |             |  |                  |                 |               |               |  |
|  | Bandera de Alemania        | Schwäbisch Hall Unicorns | 13                  |                 |                    |                |             |             |  |                  |                 |               |               |  |
|  | Bandera de Alemania        | Schwäbisch Hall Unicorns | 13                  |                 | Bandera de Austria | Vienna Vikings | 34          |             |  |                  |                 |               |               |  |
|  |                            |                          |                     |                 | Bandera de Austria | Vienna Vikings | 34          |             |  |                  |                 |               |               |  |
|  |                            |                          | Bandera de Alemania | Berlin Adler    | 7                  |                |             |             |  |                  |                 |               |               |  |
|  | Bandera de Alemania        | Berlin Adler             | Bandera de Alemania | Berlin Adler    | 7                  | 21             |             |             |  |                  |                 |               |               |  |
|  | Bandera de Alemania        | Berlin Adler             |                     |                 |                    |                |             |             |  |                  |                 |               |               |  |
|  | Bandera del Reino Unido    | London Blitz             | 15                  |                 |                    |                |             |             |  |                  |                 |               |               |  |
|  | Bandera del Reino Unido    | London Blitz             | 15                  |                 |                    |                |             |             |  |                  |                 |               |               |  |
|  |                            |                          |                     |                 |                    |                |             |             |  |                  |                 |               |               |  |